# Noriki Fuke
Noriki Fuke (japanisch 吹ヶ 徳喜 Fuke Noriki; * 22. Juli 1997 in der Präfektur Aichi) ist ein japanischer Fußballspieler.

## Karriere
Noriki Fuke erlernte das Fußballspielen in der Jugendmannschaft des Erstligisten Nagoya Grampus sowie in der Universitätsmannschaft der Hannam University. Seinen ersten Vertrag unterschrieb er im Februar 2020 bei Tokushima Vortis. Der Verein aus Tokushima, einer Stadt in der Präfektur Tokushima auf der Insel Shikoku, spielte in der zweiten japanischen Liga, der J2 League. Ende 2020 feierte er mit Tokushima die Meisterschaft und den Aufstieg in die erste Liga. Sein Erstligadebüt gab Noriki Fuke am 27. Februar 2021 im Auswärtsspiel gegen Ōita Trinita. Hier stand er  in der Startelf und wurde in der 56. Minute gegen Chie Edoojon Kawakami ausgewechselt. Für Tukushima absolvierte er fünf Erstligaspiele. Nach nur einer Saison musste er mit Vortis als Tabellensiebzehnter wieder in die zweite Liga absteigen. Im Februar 2022 wechselte er auf Leihbasis nach Imabari zum Drittligisten FC Imabari. Für den FC Imabari kam er einmal in der dritten Liga zum Einsatz. Nach der Ausleihe kehrte er im Januar 2023 zu Vortis zurück.

## Erfolge
Tokushima Vortis
- Japanischer Zweitligameister: 2020  ▲